# Volksdeutscher Selbstschutz

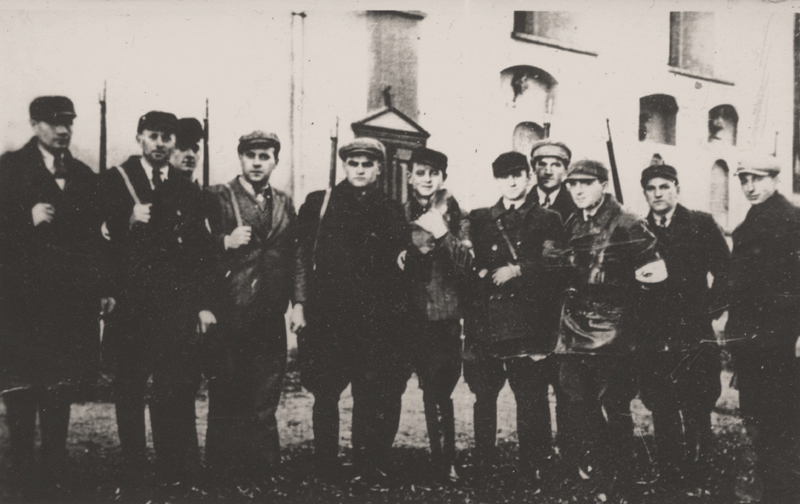
Medlemmar ur Volksdeutscher Selbstschutz från Łobżenica (tyska Lobsens).

Volksdeutscher Selbstschutz var en paramilitär organisation bestående av folktyskar bosatta i Polen. Volksdeutscher Selbstschutz, som grundades år 1938, var verksam under andra världskriget och deltog i massakrer på den polska intelligentian i samband med Operation Tannenberg. Chef för Volksdeutscher Selbstschutz var Ludolf von Alvensleben.